# Diadegma fabricianae
Diadegma fabricianae là một loài tò vò trong họ Ichneumonidae.